# Svatá Markéta (rozhledna)
Svatá Markéta je dřevěná rozhledna mezi obcemi Libkov a Dlažov v Plzeňském kraji na rozhraní okresů Domažlice a Klatovy.

## Poloha
Její zeměpisné souřadnice jsou 49.3617245N, 13.1562939E.

## Popis
Vyhlídková plošina je ve výšce 19,2 metru a vede na ni 94 schodů. Má zastřešenou dřevěnou konstrukci s ocelovým točitým schodištěm na železobetonovém podstavci. Stojí na kopci nad obcí Dlažov, v nadmořské výšce 642 metrů. Je veřejnosti volně přístupná. V roce 2024 byla v blízkosti umístěná cedule o vstupu na vlastní nebezpečí.

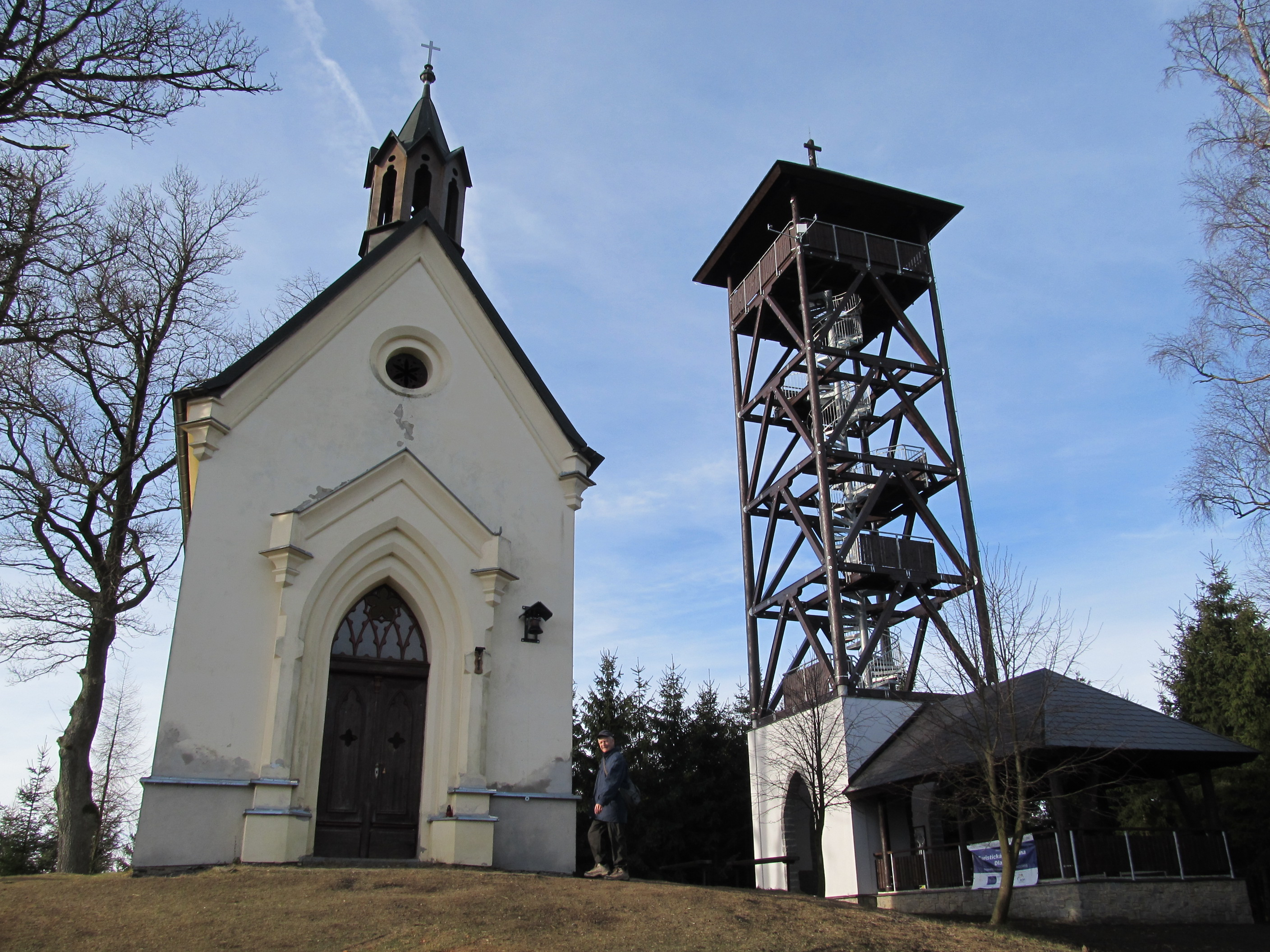
Kaple sv. Markéty s novou rozhlednou